# 2002年冬季奥林匹克运动会日本代表团
2002年冬季奥林匹克运动会日本代表团是日本所派出的2002年冬季奥林匹克运动会代表团，这是该国第17次参加冬奥。